# Johann Georg Schipper
Johann Georg Schipper (* 21. März 1751 in Schmittrain; † vor 1789 auf einer niederländischen Indienexpedition) war ein deutscher Mediziner. Er wurde vor allem bekannt durch die Verbesserung des Medizinalwesens in Fulda und Umgebung sowie die spätere Teilnahme an einer niederländischen Indienexpedition.

## Leben
Schipper wurde als Sohn des Müllers Johann Georg Schipper (* 22. Juli 1706 Schmittrain; † 29. April 1766 Schmittrain) und seiner Ehefrau Margaretha Metz (* 5. Oktober 1708 Modlos; † 18. April 1788 Schmittrain) am 21. März 1751 in der Mühle in Schmittrain geboren. Seine Kindheit war geprägt von der Tätigkeit in der elterlichen Mühle. Diese Mühle ist urkundlich gesichert bereits seit 1669 im Besitz der Familie Schipper. Bis 1768 besuchte er das Gymnasium in Hammelburg. 
1768 wurde er als Poet aus Hammelburg an der Adolphiana in Fulda immatrikuliert (Nr. 1627). Dort verteidigte er 1771 mit Friedrich Klippmüller „Positiones metaphysicae“ in öffentlicher Sitzung (Fulda, 19. Juni 1771) sowie mit Joseph Hämmerling am 1. April 1772 in öffentlicher Sitzung „Positiones philosophicae ex physica et matesi“ (Fulda, 1. April 1772 / Philosophische Positionen der Physik und Mathematik) unter Gotthart Siebert und Konstantinus Zwenger. Am 26. November 1774 immatrikulierte er sich als Kandidat der Medizin in Würzburg (Matrikelverzeichnis, S. 763).
1778 kam Schipper nach der Beförderung Zisslers (dieser wurde Professor in Fulda und las über medizinische Institutionen) mit dem Gesuch ein, an dessen Stelle Physicus in Hünfeld zu werden. Als solcher war er ungefähr seit Anfang 1779 tätig. Um diese Zeit fällt auch seine Heirat mit Anna Maria Merk aus Brückenau. Sie wurde als Tochter des Kilian Merck und seiner Ehefrau Anna Barbara Schmidt um 1755 in Brückenau geboren. Sein Schwiegervater war dort Stadtrat und verfügte über größeren Besitz.
Als Stadtphysicus in Hünfeld erhielt Schipper kein Gehalt von der Rentkammer oder Landobereinnahme, sondern die Gemeinden sollten zu seinem Unterhalt beitragen, wozu sie sich aber außer Hünfeld selbst anfänglich nicht verständigen konnten.
Am 27. Januar 1781 wurde sein Sohn Franz Kilian Joseph Schipper in Hünfeld geboren. Es folgten am 14. März 1782 Egnatius und am 13. Januar 1784 Benediktus Josef. Georg Schipper war in Marbach und Hünfeld von 1779 bis 1784 Physikus.
In seiner Publikation von 1785 beschrieb Schipper seine Aufgaben und Besuche auf diesen Landgemeinden sehr ausführlich. Am 3. September 1781 wurde er in einem Taufbucheintrag in Hünfeld bei der Taufe der Margaretha Henkel, Tochter des Petri Henkel und der Anna Catharina Kirchner erwähnt. 1784 wurde Georg Schipper als Nachfolger des verstorbenen Werner (las über mater medic nach Loeseke und medic. forens. nach Fasel) als Professor und Stadtphysikus nach Fulda berufen. Als Professor der Universität Fulda las er über Institutiones, Pathologie und Gerichtsmedizin. Am 18. Juli 1785 wurde sein Sohn Maurus Frieder in Fulda geboren. Zwischen 1784 und 1788 sind keine weiteren Geburten aus seiner Ehe in Fulda zu finden. Der Taufeintrag vom 18. Juli 1785 ist die letzte namentliche Nennung von Georg Schipper in den Kirchenbüchern von Fulda, welche exakt zeitlich definiert ist.
1785 erschien sein Buch „Abgenötigte Bekanntmachung einer Krankengeschichte der Schweine, welche im Jahre 1785 in und bei Fulda beobachtet wurde“ (Fulda 1785). In diesem Buch beschrieb er sehr exakt seine Aufgaben vor den Universitätsjahren als Physicus, so am nebenstehenden Beispiel am 30. März 1785 in seinem ehemaligen Physikat in Marbach (Ort zwischen Fulda und Hünfeld.) In dieser Publikation werden auch seine Verbesserungen für das Medizinalwesen beschrieben. Eine weitere Abhandlung folgte dieser Krankengeschichte 1785. Als logischen Schluss beschrieb er hier Therapiemethoden zur Behandlung der Krankheit, vor allem werden präventive Maßnahmen für die Bauern beschrieben.
Georg Schipper ist nach 1788 in den Vorlesungsverzeichnissen nicht mehr nachweisbar.
Nachfolgender Sachverhalt macht auch deutlich, dass er bereits im September des Jahres 1788 nicht mehr an der Universität lehrte, nicht mehr Stadtphysicus in Fulda und wahrscheinlich schon nicht mehr in Fulda war: Am Morgen des 25. September 1788 wurden die drei (es gab immer nur 3) Professoren der Medizinischen Fakultät der Universität Fulda Schlereth, Dorsch und Scheer an das Krankbett von Fürstabt Heinrich von Bibra gerufen. Dieser starb dann 14:30 Uhr. Die Sektion wurde von Schlereth und Dorsch am 26. September 1788 vorgenommen. Da sonst immer Schipper mit Dorsch sezierte, muss Georg Schipper vor dem 25. September 1788 Fulda in Richtung Indien verlassen haben bzw. nicht mehr im Dienst der Universität gewesen sein.
Während seiner Zeit in Fulda lernte er die Familie Comitti kennen. Diese war von Brienno am Comer See über Rudolstadt nach Fulda gekommen. Johannes Maria Comitti, Bürgermeister von Fulda wurde der Schwiegervater seines erstgeborenen Sohnes Franz Kilian Joseph Schipper. Der Schwager Nazar Comitti wurde Amtmann in Bad Brückenau, Franz Kilian Joseph Schipper zeitgleich Physikus und Badearzt in Bad Brückenau.

## Leistungen
Georg Schipper beschrieb 1785 sehr detaillierte die Erkrankung der Schweine, welche im Raum Fulda zahlreiche Bauernhöfe befallen hatte und gibt umfangreiche Therapiehinweise.
In seinen Werken werden auch Verbesserungen des Medizinalwesens im Raum Fulda angeregt und eingefordert. Nachrichten über die verschollene Indienexpedition, welche er im Zeitraum 1788–1790 angetreten hat, sind nicht zu ermitteln.

## Werke
- G. Schipper und F. R. Klippmüller: Positiones med physicae, Fulda, 19. Juni 1771
- G. Schipper und J. Hämmerling: Positiones philosophicae ex physica et matesi, Fulda, 1. April 1772
- Schipper, G. „Abgenötigte Bekanntmachung einer Krankengeschichte der Schweine, welche im Jahre 1785 in und bei Fuld beobachtet wurde“ Fulda 1785
- Georg Schipper: „Vorbauungs- und Heilungsmittel der Schweinskrankheit, welche in hiesiger Gegend bereits einige Jahre verspüret worden, dermalen aber in dem Hochstifte Fuld und den benachbarten Dörfern schnell und an einigen Orten häufig tödtet.“ Fulda 30. Juli 1785